# الدوري الياباني لكرة القدم للسيدات 1996
الدوري الياباني لكرة القدم للسيدات 1996 (باليابانية: 第8回日本女子サッカーリーグ) هو موسم من الدوري الياباني لكرة القدم للسيدات. فاز فيه Nikko Securities Dream Ladies ‏.